# Tipula (Acutipula) neavei
Tipula (Acutipula) neavei is een tweevleugelige uit de familie langpootmuggen (Tipulidae). De soort komt voor in het Afrotropisch gebied.